# 水かけ菜
水かけ菜（みずかけな）はアブラナ科アブラナ属の野菜（葉菜）。水掛菜、水掛け菜、水菜とも表記される。ミズナとは別物。

## 概要
富士山周辺の静岡県御殿場市、小山町、富士宮市や、山梨県富士吉田市、都留市周辺で冬季に水田の裏作として栽培される。水を流しながら育てることからこの名前がついたと言われている。
富士山周辺は標高が高く気温が低いため冬季の農業に適さないが、水田に高畝を作り、畝と畝の間に水温が一定の富士山の地下水を流し続けることで保温することで栽培している。富士北麓地域では、江戸時代から同様の農法で麦の栽培を行う水掛麦が行われている。

## 食べ方
塩で漬け込んで漬物（水かけ菜漬）にするほか、アクが少ない葉物野菜なのでおひたしや炒め料理にもされる。都留市周辺では雑煮に入れる。

## 由来
御殿場市や小山町で栽培されるものは1886年（明治19年）に静岡県駿東郡北郷村_阿多野の戸長が新潟県から持ち帰った「とう菜」の種子から栽培が広がった。